# هولوتش
هولوتش (بالفرنسية: Hulluch)‏ هي بلدية تقع في إقليم باد كاليه من منطقة نور با دو كاليه في شمال فرنسا. تبلغ مساحة هذه المدينة 5.74 (كم²)، وترتفع عن سطح البحر 76 م، يبلغ عدد سكانها 3165 نسمة حسب إحصاء المعهد الوطني للإحصاء والدراسات الاقتصادية سنة 2009 م. وترأس André Kuchcinski البلدية خلال فترة (2008-2014).